# Rick Rubin
Frederick Jay Rubin (Nueva York, 10 de marzo de 1963) es un productor discográfico estadounidense, numerosas veces ganador del Grammy; es más conocido por su trabajo con el rap y el heavy metal, así también por la serie de discos de American Recording con Johnny Cash. Rubin fue una figura importante en la fusión del rap y el hard rock, y juntó a Aerosmith y a Run-D.M.C. para su canción de éxito «Walk This Way». Rubin también fue clave para la fusión del rap y el heavy metal en el metal alternativo, nu-metal y otras formas. En 2007, MTV lo nombró «el productor más importante de los últimos 20 años» y ese mismo año la revista Time lo incluyó en la lista de las 100 personas más influyentes del mundo.
Además de ser productor, también es músico, sirviendo como el DJ original de los Beastie Boys, y cabeza de empresas discográficas: cofundó Def Jam Recordings con Russell Simmons, y más tarde fundó American Recordings.

## Carrera

### Años de Def Jam Records
En el último año de universidad Rubin fundó Def Jam Records en su dormitorio usando una grabadora multipistas. Formó la banda Hose influenciado por Flipper (banda). En 1982 se publicó el primer sencillo de Hose bajo el sello Def Jam: un single de vinilo de 45 rpm y siete pulgadas en una bolsa de papel sin la marca Def Jam impresa. La banda perteneció a la escena punk de Nueva York de los años 80 haciendo giras por la costa oeste, principalmente en el área de California, tocando con bandas hardcore punk como Meat Puppets, Hüsker Dü, Circle Jerks, Butthole Surfers y Minor Threat, y haciéndose amigos del dueño y director de Dischord Records, Ian MacKaye. Cuando la banda se separó en 1986, Rubin se interesó por la escena del hip-hop de Nueva York.
Durante su amistad con DJ Jazzy Jay de Universal Zulu Nation, Rubin comenzó a aprender sobre la producción de la música hip-hop. En 1983, ambos produjeron el tema "It's Yours" para el rapero T La Rock, publicándolo bajo el sello Def Jam Records. El productor Arthur Baker ayudó a distribuir mundialmente el tema bajo su sello Streetwise Records en 1984. Jazzy Jay presentó a Rubin al promotor y mánager de artistas Russell Simmons en un club nocturno, donde Rubin le habló del proyecto Def Jam y cómo estaba intentando que despegara su popularidad. Simmons y Rubin fundaron el sello Def Jam oficialmente en 1984 mientras Rubin estudiaba aún en la Universidad de Nueva York. El primer álbum del sello fue I Need a Beat de LL Cool J. Rubin comenzó a buscar más raperos en Queens, Staten Island y Long Island, fuera del Bronx, Brooklyn y Harlem. Lo que eventualmente lo llevó a conocer a Public Enemy y ficharlos para Def Jam. Rubin condujo a los Beastie Boys de sus orígenes punk a la escena del rap lo que provocó la salida de Kate Schellenbach del grupo. El EP "Rock Hard"/"Party's Gettin' Rough"/"Beastie Groove" de los Beastie Boys fue un éxito comercial coproducido por el nuevo artista de Rubin, RUN D.M.C. Sus producciones se caracterizaban por mezclar rap con rock pesado. Rubin consiguió que Adam Dubin y Ric Menello codirigieran videos de los Beastie Boys como "(You Gotta) Fight for Your Right (To Party!)" y "No Sleep till Brooklyn", gracias a los cuales despegaron sus carreras dentro del hip hop popular.
Fuera idea de Sue Cummings, amiga de Rubin y editora de la revista Spin, que RUN D.M.C. y Aerosmith colaboraran en una versión de la canción "Walk This Way". Esta producción de 1986 es reconocida como un revitalizador de la carrera de Aerosmith y un experimento exitoso de mezclar rap y hard rock y popularizarlo entre la audiencia. En 1986, trabajó en los demos del nuevo álbum de Aerosmith, pero esta colaboración terminó pronto resultando únicamente en jams rústicos de estudio. Este mismo año Rubin estableció los inicios de una relación duradera con Slayer y produjo su Reign in Blood, considerado un clásico de la música metal, siendo esta su primera colaboración con una banda perteneciente a este género musical.
En 1987 The Cult lanzó el álbum Electric, que supuso un punto importante en la carrera de la banda. Producido por Rubin, el álbum sigue siendo el epítome de la banda. Rubin trabajaría de nuevo con The Cult en su sencillo "The Witch". Rubin también tiene crédito como supervisor de audio en la película Less Than Zero y es productor de la banda sonora de la misma. En la película Kush Groove de 1985 Rubin interpreta un papel basado en él mismo. Después, en 1988 dirigiría y coescribiría Tougher Than Leather, la segunda película del grupo RUN D.M.C.
En 1988, después de un incidente con el entonces presidente de Def Jam Lyor Cohen, Rubin fue a Los Ángeles y fundó Def American Records, mientras Simmons se quedó a cargo de Def Jam en Nueva York. En Los Ángeles, Rubin firmó a un número de bandas de metal y rock pesado como Danzig, Masters of Reality, The Four Horsemen, y Wolfsbane, así como a la banda de rock alternativo The Jesus and Mary Chain y al comediante de stand-up Andrew Dice Clay. En este tiempo Rubin se enfocó en el metal y rock aunque siguió en contacto con el mundo del rap con Geto Boys, Public Enemy, LL Cool J y Run–D.M.C., entre otros.

### Años de Def American
Rubin originalmente había llamado a su sello Def Jam debido a que «def» es una expresión coloquial para referirse a una canción popular en el ámbito urbano por su ritmo bailable; nueve años después de la fundación de Def Jam, Rubin se enteró de que la palabra «def» había sido aceptada en el diccionario estándar en inglés en 1993. Entonces Rubin organizó un funeral teatralizado con ataúd y tumba para la palabra «def».
Def American se convirtió en American Recordings. Rubin dijo al respecto: "Cuando el mundo comercial y la moda se unieron para adoptar la imagen del hippie, un grupo de hippies originales de San Francisco enterraron literalmente la imagen del hippie. Cuando 'def' pasó de la cultura callejera al mundo popular, esto destruyó el propósito".
El primer proyecto del nuevo sello sería American Recordings (1994) de Johnny Cash, un álbum con seis versiones y nuevo material escrito por otras personas a petición de Rubín para que fuera interpretado por Cash. El álbum fue un éxito tanto comercial como de crítica y ayudó a revivir la carrera de Cash. Fórmula que aplicaría en cinco álbumes subsiguientes: Unchained, Solitary Man, The Man Comes Around (último álbum antes de la muerte de Cash), A Hundred Highways, y Ain't No Grave. The Man Comes Around ganó en 2003 un Grammy a la Mejor Interpretación Country Masculina por "Give My Love to Rose" y una nominación por Mejor Colaboración Country de Voz por "Bridge Over Troubled Water" con Fiona Apple. Rubin incluyó a Cash en el tema "Hurt" de Nine Inch Nails, lo que resultó en la versión incluida en The Man Comes Around que sería la canción que definiría a Cash. Rubin también produjo dos de las últimas canciones de Joe Strummer: "Long Shadow", canción escrita para Cash pero que este nunca grabó, y una versión de "Redemption Song" de Bob Marley. Ambas fueron publicadas en el último álbum de Strummer.
Rubin también ha producido una serie de álbumes con otros artistas para sellos distintos a American. Quizá los más exitosos de entre ellos fueron los seis que grabó entre 1991 y 2011 para los Red Hot Chili Peppers incluyendo su debut para la disquera Warner Bros. con Blood Sugar Sex Magik, de 1991, que los catapultó a la fama gracias a los sencillos "Give it Away" y "Under the Bridge" y que sigue siendo considerado uno de los álbumes más influyentes de los 90. Con estos seis álbumes obtuvo doce sencillos número uno en las listas de Billboard de música alternativa, récord que en 2015 la banda todavía mantenía, junto con dieciséis nominaciones a los Grammy, seis de las cuales ganó incluyendo Mejor Productor del Año por el disco de 2006 Stadium Arcadium, que fuera nominado también para Álbum del Año. La banda ha vendido más de 80 millones de copias de álbumes producidos por Rubin a nivel mundial. Tres álbumes de la banda: Blood Sugar Sex Magik, Californication y By the Way aparecieron en la revista Rolling Stone dentro de los mejores 500 álbumes de todos los tiempos, lista que los llevó al Salón de la Fama del Rock and Roll en 2012. Después de 24 años anunciarían en 2014 que cambiaban de productor para su undécimo álbum poniendo fin a su exitosa carrera con Rubin.
También produjo el álbum Wandering Spirit de Mick Jagger en 1993, el álbum Voodoo-U de Lords of Acid en 1994, Wildflowers de Tom Petty en 1994, Ballbreaker de AC/DC en 1995, Sutras de Donovan en 1996 y Death Magnetic de Metallica en 2008. En 2005, Rick Rubin trabajó como productor ejecutivo para el álbum doble de Shakira Fijación Oral Vol. 1 y Fijación Oral Vol. 2.

## Lista de álbumes producidos
- 1981: The Pricks – The Pricks
- 1983: Hose – Hose
- 1984: It's Yours – T La Rock & Jazzy Jay
- 1984: I Need a Beat – LL Cool J
- 1985: Rock Hard EP – Beastie Boys
- 1985: Radio – LL Cool J
- 1985: The Bottom Line – Big Audio Dynamite
- 1986: Licensed to Ill – Beastie Boys
- 1986: Raising Hell – Run-D.M.C.
- 1986: Reign in Blood – Slayer
- 1987: Electric – The Cult
- 1988: Danzig – Danzig
- 1988: Tougher Than Leather – Run-D.M.C.
- 1988: South of Heaven – Slayer
- 1988: Masters of Reality – Masters of Reality
- 1989: Dice – Andrew Dice Clay
- 1989: Live Fast, Die Fast – Wolfsbane
- 1990: All Hell's Breaking Loose Down at Little Kathy Wilson's Place – Wolfsbane
- 1990: Trouble – Trouble
- 1990: Danzig II: Lucifuge – Danzig
- 1990: Seasons in the Abyss – Slayer
- 1991: Nobody Said It Was Easy – The Four Horsemen
- 1991: Manic Frustration – Trouble
- 1991: Decade of Aggression – Slayer
- 1991: Blood Sugar Sex Magik – Red Hot Chili Peppers
- 1992: Danzig III: How the Gods Kill – Danzig
- 1992: Mack Daddy – Sir Mix-a-Lot (ejec.)
- 1992: King King – Red Devils
- 1993: Big Gun – AC/DC
- 1993: Thrall: Demonsweatlive – Danzig
- 1993: Wandering Spirit – Mick Jagger
- 1993: 21st Century Jesus – Messiah
- 1994: Danzig 4 – Danzig
- 1994: American Recordings – Johnny Cash
- 1994: Divine Intervention – Slayer
- 1994: Wildflowers – Tom Petty
- 1995: One Hot Minute – Red Hot Chili Peppers
- 1995: Ballbreaker – AC/DC
- 1995: God Lives Underwater – God Lives Underwater
- 1995: Empty – God Lives Underwater
- 1996: Songs and Music from "She's the One" – Tom Petty and the Heartbreakers
- 1996: Unchained – Johnny Cash
- 1996: Undisputed Attitude – Slayer
- 1996: Sutras – Donovan
- 1998: Let Me Give the World to You – The Smashing Pumpkins (una canción inédita)
- 1998: Northern star – Melanie Chisholm ("Suddenly Monday" y "Ga Ga")
- 1998: VH1 Storytellers – Johnny Cash & Willie Nelson
- 1998: Diabolus in Musica – Slayer
- 1998: System of a Down – System of a Down
- 1998: Chef Aid: The South Park Album – South Park
- 1999: Californication – Red Hot Chili Peppers
- 1999: Echo – Tom Petty And The Heartbreakers
- 1999: Loud Rocks – V/A ("Shame" por System of a Down & Wu-Tang Clan, "Wu-Tang Clan Ain't Nothing Ta Fuck Wit" Tom Morello, Chad Smith & Wu-Tang Clan)
- 1999: The Globe Sessions – Sheryl Crow ("Sweet Child O'Mine")
- 2000: American 3: Solitary Man – Johnny Cash
- 2000: Paloalto – Paloalto
- 2000: Renegades – Rage Against the Machine
- 2001: Amethyst Rock Star – Saul Williams
- 2001: The War of Art – American Head Charge
- 2001: Breath of the Heart – Krishna Das
- 2001: The Final Studio Recordings – Nusrat Fateh Ali Khan
- 2001: Toxicity – System of a Down
- 2002: American IV: The Man Comes Around – Johnny Cash
- 2002: By The Way – Red Hot Chili Peppers
- 2002: Audioslave – Audioslave
- 2002: Steal This Album! – System of a Down
- 2003: Results May Vary – Limp Bizkit (con Terry Date y Jordan Schur)
- 2003: Unearthed – Johnny Cash
- 2003: Door of Faith – Krishna Das
- 2003: De-Loused in the Comatorium – The Mars Volta (con Omar Rodríguez López)
- 2003: The Black Album – Jay-Z ("99 Problems")
- 2003: Live at the Grand Olympic Auditorium – Rage Against the Machine
- 2003: Heroes and Villains – Paloalto
- 2004: Vol. 3 (The Subliminal Verses) – Slipknot
- 2004: Armed Love – The (International) Noise Conspiracy
- 2004: Crunk Juice – Lil' Jon and the East Side Boyz ("Stop Fuckin' Wit Me")
- 2005: Make Believe – Weezer
- 2005: Out of Exile – Audioslave
- 2005: Mezmerize – System of a Down
- 2005: Hypnotize – System of a Down
- 2005: 12 Songs – Neil Diamond
- 2005: Fijación oral vol. 1 – Shakira
- 2005: Oral Fixation vol. 2 – Shakira
- 2006: Christ Illusion – Slayer
- 2006: Stadium Arcadium – Red Hot Chili Peppers
- 2006: Taking the Long Way – Dixie Chicks
- 2006: American V: A Hundred Highways – Johnny Cash
- 2006: FutureSex/LoveSounds – Justin Timberlake ("(Another Song) All Over Again")
- 2006: The Saints are Coming – U2 y Green Day
- 2007: Minutes to Midnight – Linkin Park
- 2007: U218 Singles – U2 (Window in the Skies)
- 2007: American VI – Johnny Cash
- 2007: Heroes and Thieves – Vanessa Carlton (con Irv Gotti, 7 Aurelius y Stephan Jenkins)
- 2007: Dancing for the Death of an Imaginary Enemy" – Ours
- 2007: Better Than I've Ever Been – Kanye West, Nas, KRS-One
- 2007: Fixing Cities – The (International) Noise Conspiracy
- 2008: Red Album – Weezer
- 2008: Seeing Things – Jakob Dylan
- 2008: Home Before Dark – Neil Diamond
- 2008: Death Magnetic – Metallica
- 2008: The Cross Of My Calling – The International Noise Conspiracy
- 2009: Music for Men – Gossip
- 2009: Back & Fourth (exec.) – Pete Yorn
- 2009: I and Love and You – The Avett Brothers
- 2009: Give Up the Ghost – Brandi Carlile
- 2009: World Painted Blood (exec.) – Slayer
- 2010: American VI: Ain't No Grave – Johnny Cash
- 2010: Trans-Continental Hustle – Gogol Bordello
- 2010: This Is Happening – LCD Soundsystem
- 2010: A Thousand Suns – Linkin Park
- 2010: Detox – Dr. Dre
- 2010: Born Free – Kid Rock
- 2010: Illuminations – Josh Groban
- 2011: 21 – Adele
- 2011: I'm With You – Red Hot Chili Peppers
- 2011: Beyond Magnetic – Metallica
- 2012: Living Things – Linkin Park
- 2012: La Futura – ZZ Top
- 2012: Paradise – Lana Del Rey
- 2012: The Carpenter – The Avett Brothers
- 2013: 13 – Black Sabbath
- 2013: TBA – Crosby, Stills & Nash
- 2013: TBA – The Band Perry
- 2013: Yeezus – Kanye West
- 2013: Shangri La – Jake Bugg
- 2013: Magna Carta Holy Grail – Jay Z
- 2013: Recharged – Linkin Park
- 2013: The Marshall Mathers LP 2 – Eminem
- 2013: ARTPOP – Lady Gaga[4]
- 2013: Lemons Be Big – Toochky
- 2013: Magpie and the Dandelion – The Avett Brothers
- 2014: That Girl – Jennifer Nettles
- 2014: X – Ed Sheeran
- 2014: Angus & Julia Stone – Angus & Julia Stone
- 2016: The Life of Pablo – Kanye West
- 2017: Revival – Eminem
- 2019: Africa Speaks – Santana
- 2020: The New Abnormal – The Strokes
- 2021: Mercury – Act 1 – Imagine Dragons
- 2022: Unlimited Love – Red Hot Chili Peppers
- 2022: Mercury – Acts 1 & 2 – Imagine Dragons
- 2022: Return of the Dream Canteen – Red Hot Chili Peppers
- 2022: World Record – Neil Young & Crazy Horse
- 2023: Gag Order – Kesha
- 2024: Moods Swings – Marcus King
- 2024: This Is How Tomorrow Moves – Beabadoobee
- 2025: Snipe Hunter – Tyler Childers

## Otros proyectos
En 2018, lanza un podcast a través de Pushkin Industries, en conjunto con Malcolm Gladwell y Bruce Hedlam, denominado Broken Record. En el mismo entrevistan a diferentes personas de la industria musical y analizan cómo se llegaron a producir los discos más reconocidos.
En 2021 Rubin aparece junto al ex-Beatle Paul McCartney en la miniserie documental McCartney 3,2,1 en donde el productor entrevista al músico sobre su trabajo con The Beatles, Wings y como artista en solitario. La conversación incluye historias y anécdotas sobre las relaciones personales que inspiraron las canciones de McCartney. La serie se encuentra disponible en la plataforma Star+.
En 2023 Rubin publicó un libro a través de la editorial Penguin Press, llamado "El acto de crear: Una manera de ser". En él proporciona consejos enfocados a estimular la creatividad de cualquier persona a través de los conocimientos adquiridos a lo largo de toda su carrera como productor. El libro recibió críticas favorables y ha sido recientemente reeditado en español.